# Animita de Fortuoso

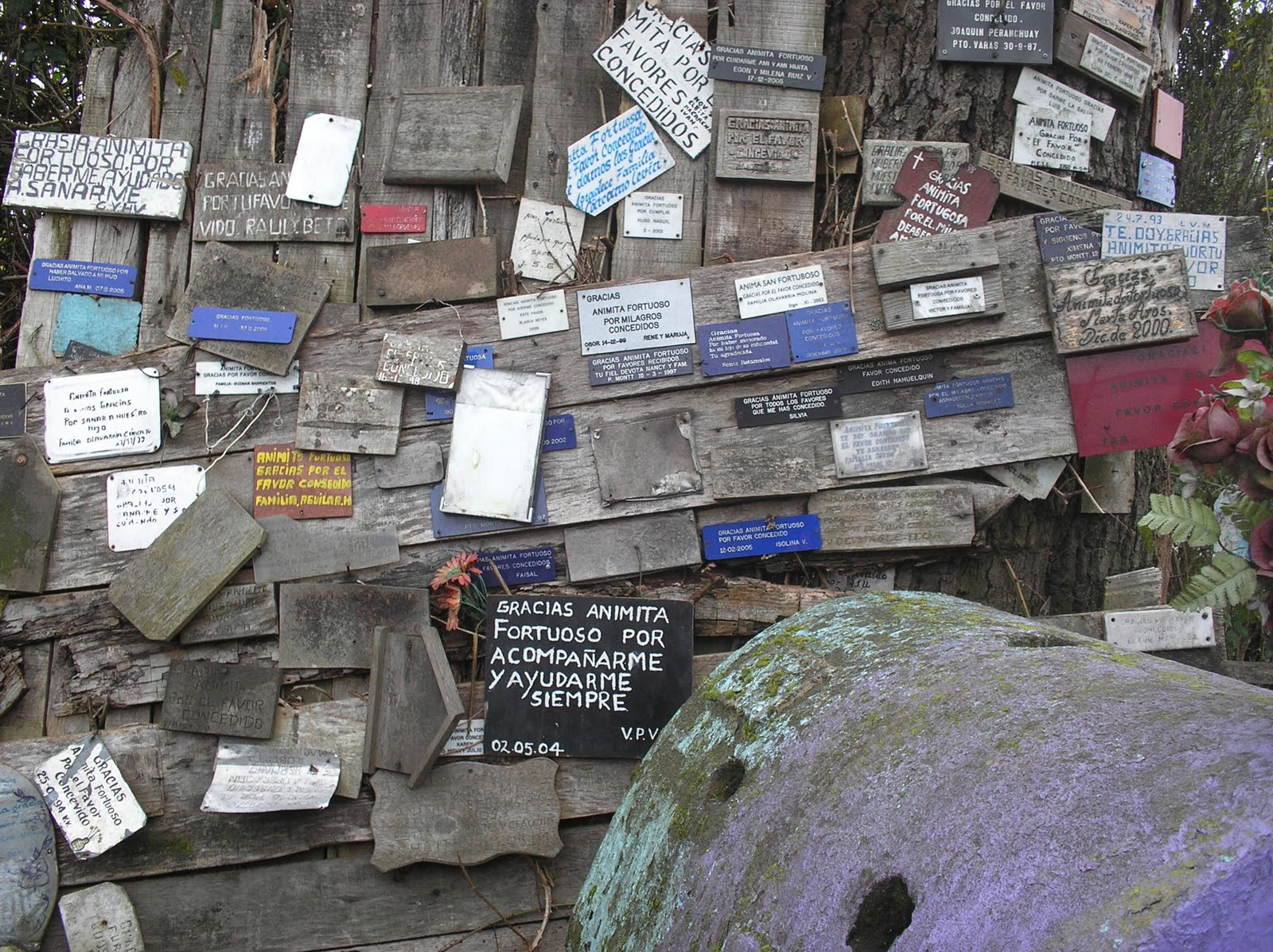
Detalle de las placas de agradecimiento

La Animita de Fortuoso, también conocida como Animita Fortuoso, Ánima Fortuosa o San Fortuoso, es una animita de la ciudad de Puerto Montt, en la Región de Los Lagos de Chile. Con los años ha reunido una gran cantidad de casitas y agradecimientos por parte de los devotos que llegan hasta ese lugar.

## Origen
Su origen se atribuye al asesinato de Fortuoso Soto, habitante de Puerto Montt a inicios del siglo XX, que habría sido golpeado hasta la muerte cerca del año 1920.
Existen diversas leyendas que intentan explicar la causa de la golpiza, pero el hecho de haber resultado en una muerte trágica dio pie a la realización de las primeras mandas y sus consecuentes muestras de agradecimiento en el lugar de su muerte. Esto generó posteriormente una mayor atención de los visitantes del lugar, aumentando el número de recordatorios producto de los milagros que se le comenzaron a atribuir. Esto corresponde actualmente a la intersección de las calles Fortuoso (antiguamente Calle del Ánima) y Las Quemas en el barrio Bellavista de la ciudad.
Durante el año 2020 se dio a conocer el certificado de defunción de Fructuoso Soto Ojeda, un joven oriundo de la localidad calbucana de San Ramón, isla Puluqui, y que habría sido asesinado el 29 de abril de 1893, siendo el más probable antecedente histórico de este episodio.

## En la cultura
La Animita aparece ocasionalmente en las expresiones culturales de la región. Entre estas se cuentan las siguientes:
- En la novela Relevo de 1961 del escritor Narciso García Barría, dos personajes acuden a la animita de Fortuoso a realizar una manda. Fortuoso Soto es retratado como oriundo de la ciudad de Calbuco y descrito por García como «un humilde hijo del pueblo, quien, por un accidente fortuito, un día cualquiera, se encontró en brazos de la muerte, en este áspero recodo del camino, y prendió en el almar popular como una flor de consuelo y esperanza».[5]
- El año 2013 se estrenó el cortometraje local Mala fortuna, dirigido por el realizador Claudio Sánchez, donde se muestra una de las leyendas que habrían dado origen a las animitas.[6]
- El año 2016 se presentó la obra de radioteatro Animita Fortuosa, realizada por Teatro Infinito y Radio Cuarta Colina, en el contexto del ciclo «Puerto Montt: Ciudad de Misterios».